# Mandora (cratera)
A cratera Mandora é uma cratera no quadrângulo de Lunae Palus em Marte, localizada a 12.3º latitude norte e 53.7 longitude oeste.  Seu diâmetro é de 59.4 km e recebeu o nome de uma localidade na Austrália Ocidental.